# Le foreste di Darkover
Le foreste di Darkover (The Planet Savers) è un romanzo breve di fantascienza scritto da Marion Zimmer Bradley e pubblicato per la prima volta negli Stati Uniti, a puntate su di una rivista nel 1958 e successivamente ristampato in volume unico nel 1962.
È uno dei romanzi che compongono il Ciclo di Darkover. È una sorta di proto-romanzo di Darkover e la vicenda si può situare subito dopo gli eventi narrati nel volume L'erede di Hastur. Molte delle caratteristiche del pianeta Darkover, come il suo clima gelido, il suo ambiente naturale, la conformazione stessa dei rapporti fra terrestri e nativi, le razze autoctone del pianeta, ecc., qui non sono ancora presenti o definite come nel resto del ciclo.
È stato pubblicato per la prima volta in italiano nel 1996.

## Trama
Regis Hastur, signore del Consiglio dei Comin e reggente del pianeta Darkover, intraprende assieme a un gruppo di studiosi terrestri di Thendara, la capitale di Darkover, un pericoloso viaggio per porre fine a una delle epidemie più pericolose del pianeta, che colpisce gli abitanti di Darkover ogni quarantotto anni, in concomitanza con la congiunzione delle quattro lune del pianeta dal sole rosso. Assieme, terrestri e darkovani si spingeranno nel cuore stesso di Darkover.

## Edizioni
- Marion Zimmer Bradley, Le foreste di Darkover, traduzione di Maria Cristina Pietri, collana Teadue, TEA, 1996,  pp. 123, cap. 8, ISBN 88-7819-884-6.